# Kertomesis
Kertomesis is een geslacht van vlinders van de familie dominomotten (Autostichidae), uit de onderfamilie Symmocinae.

## Soorten
- K. acatharta (Meyrick, 1911)
- K. amblycryptis (Meyrick, 1929)
- K. amphicalyx (Meyrick, 1911)
- K. anaphracta (Meyrick, 1907)
- K. anthracosema (Meyrick, 1933)
- K. corymbitis (Meyrick, 1926)
- K. dolabrata (Meyrick, 1916)
- K. indagata (Meyrick, 1918)
- K. oxycryptis (Meyrick, 1929)
- K. palacta (Staudinger, 1911)
- K. rhodota (Meyrick, 1911)
- K. stesichora (Meyrick, 1911)
- K. thyrota (Meyrick, 1929)